# M1130指揮車
M1130指揮車（英語：M1130 Commander Vehicle, CV）是美國史崔克裝甲車系列的指揮車版本。它被編制於旅級部隊中，主要任務為替部隊接收資訊，分析及傳送資訊，並對執行任務中的部隊實行戰場控管。

## 概述
M1130 CV為史崔克旅級戰鬥隊提供了一個任務指揮平台。該車內裝有戰場資訊指揮、控管/控制、通訊、计算机、情報、監視及偵察設備（英語：C4ISR）供分队（unit）指揮官使用。戰鬥部隊可以透過M1130直接請求空中支援，或是使用天線系統規劃任務路徑及流程。

## 任務執行能力
戰地指揮官必須要能持續監看並指導戰鬥，並持續透過通用相關作戰圖（解放军军语：通用作战图）（英語：Common Relevant Operating Picture, CROP）了解各部隊於各自戰區的作戰情況。更好的指揮設備將能大幅強化指揮官的情勢感知能力，進而同步將機動部隊派往作战中的决定性地点（decisive points of the operation）。M1130 CV能透過三個頻道將戰鬥資訊回傳至戰鬥旅指揮部，兩個頻道與步兵營指揮部通訊，以及兩個頻道與与每个营中的步兵連保持聯繫。
M1130 CV是M1126 ICV的衍生型，因此兩者除了裝備有異外，基本上並無不同。然而，M1130 CV是一種比M1126 ICV更多樣化的裝甲平台，並能將史崔克裝甲車的任務執行距離極大化，同時又能減少所需的後勤支援；减小CV和ICV之间在作战需求、操作需求、战场能力上的不同；以及被發現的可能。

## 資料來源
This article incorporates work from https://web.archive.org/web/20080516205901/http://www.sbct.army.mil/product_cv.html, which is in the public domain as it is a work of the United States Military.